# 圣纳泽尔大桥
圣纳泽尔大桥（法語：Pont de Saint-Nazaire）是法国大西洋卢瓦尔省的一座公路斜拉桥，跨越卢瓦尔河，连接北岸的圣纳泽尔和南岸的圣布勒万莱潘，该省的213省道（编号：RD213，昵称：蓝色公路）经过该桥。
大桥总长3,356（11,010英尺），其中主桥为钢斜拉桥，全长720（2,360英尺），跨距布置为：158+404+158米；引桥为混凝土梁桥。

## 历史
圣纳泽尔大桥经过三年的建设，于1975年10月18日正式投入使用，是当时法国有史以来建造的最长建筑物，此外，该桥还以其404（1,325英尺）的主跨长度和720（2,360英尺）的钢梁长度，创造了当时全球钢斜拉桥的两项世界纪录，并将“世界主跨最长斜拉桥”的称号保持了8年之久。
1992年，大西洋卢瓦尔省委员会从大桥建设及运营承包商圣纳泽尔SAEM手中接管了这座大桥，并宣布大桥自1994年10月1日起实施免费通行。
大桥从1995年8月1日起，由大西洋卢瓦尔省委员会的公路遗产组织负责管理和维护。自大桥建成以来，卢瓦尔河入海口南、北两岸间的贸易量有了显著提升。

## 设计与建设
大桥两侧引桥为预应力混凝土结构，北引桥共22跨，标准跨度50.7（166英尺），全长1,115（3,658英尺）；南引桥共30跨，标准跨度50.7（166英尺），全长1,521（4,990英尺）。主桥斜拉桥采用钢结构，全长720（2,360英尺）。
大桥的建设由两家建筑公司组成的联合体承担：
- 钢结构：法兰西金属集团公司（Compagnie Française d'Entreprises Métalliques，简称：CFEM）
- 混凝土结构：兴业集团（Société Générale d'Entreprises，简称：SGE），桥基工程分包给了莫里永-科沃尔·库尔博公司（Entreprises Morillon-Corvol Courbot，简称：EMCC）和多丹·康珀农·贝尔纳公司（Dodin Campenon Bernard）。

### 引桥
引桥高架桥采用预应力独立梁结构：
- 北引桥共22跨，南引桥共30跨，跨度均为50.7（166英尺）。
- 共208片预应力梁，每片高2.8（9.2英尺）、重190吨。
- 两侧护栏间宽度13.5（44英尺），其中12（39英尺）为三车道公路，另有两条各宽0.75（2.5英尺）的服务通道。
- 纵坡坡度为5.6%。

### 主桥

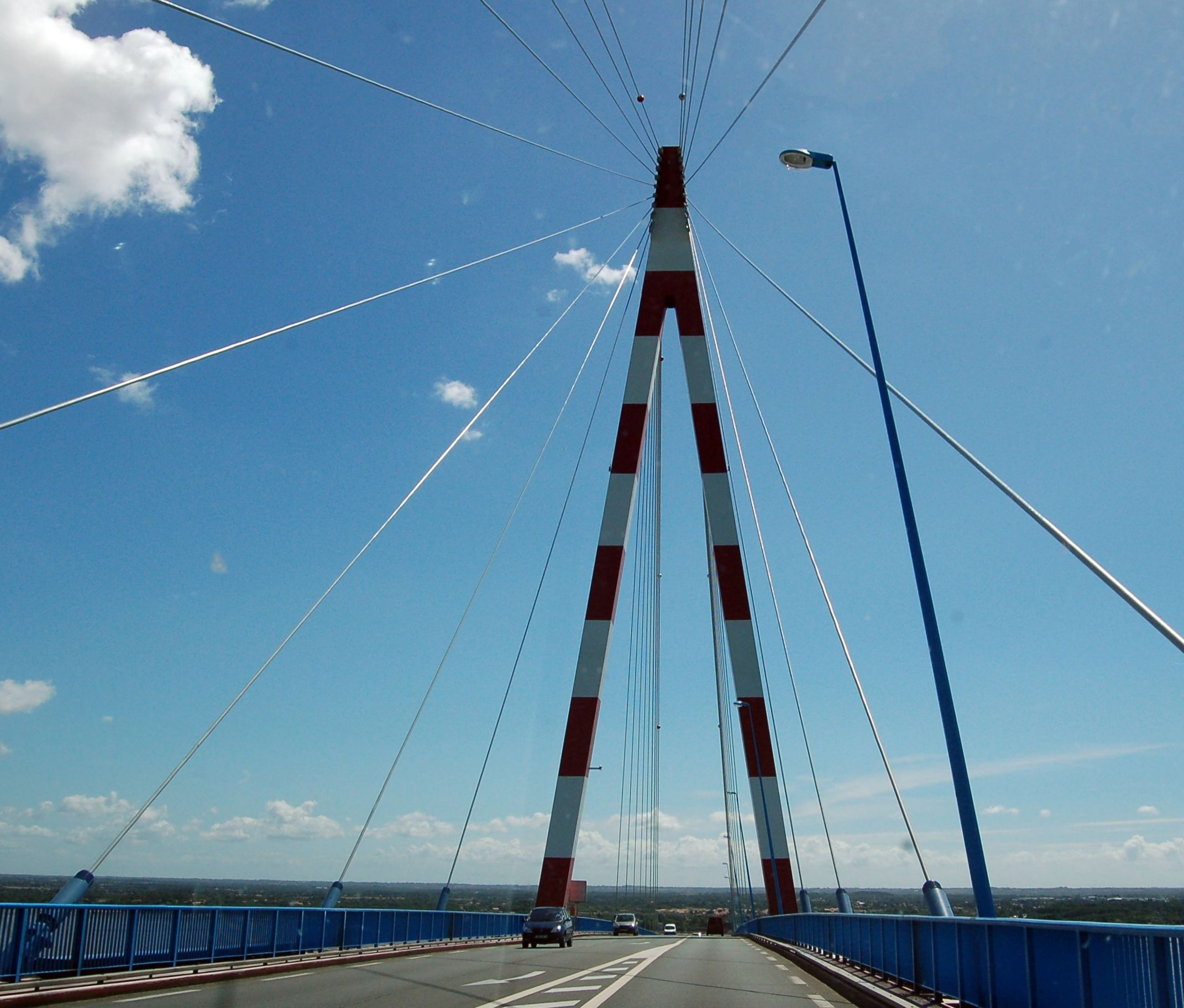
桥面、桥塔、斜拉索

- 主桥钢箱梁全长720（2,360英尺），高3.2（10英尺），桥面板采用正交异性结构，宽15（49英尺）。
- 桥下通航净高为最低水位以上61（200英尺），通航净宽为300（980英尺）。
- 斜拉索采用72根封装钢索，呈4个扇面分布，连接桥面与两座倒“V”型钢桥塔，塔脚为铰接式结构，塔顶至最低水位的高度为129.7（426英尺）。[1]

#### 安装过程
- 在位于滨海福斯的工厂制造完成2片各长96（315英尺）的钢箱梁节段，并通过海运经直布罗陀海峡运抵。
- 使用两艘驳船从主跨两端吊装全长192（630英尺）的钢箱梁，中跨最后吊装的节段长34（112英尺）。
- 利用脚手架和千斤顶对两个平放的桥塔进行吊装和组合。
- 起吊桥塔。
- 连续向上提升中跨节段16（52英尺）。
- 主桥合龙。[1]

### 桥墩
- 两个H型主墩高52（171英尺）（不含承台），海拔高度3—57（9.8—187.0英尺），每个桥墩由四组桩基群支承。
- 通航孔两侧主墩为空心结构，共四组垂直桩基群，每组由18根直径1.8（5.9英尺）的钻孔桩组成。
- 全部桩基深入岩石，采用钢筋混凝土灌筑，共260根，长度从15—50（49—164英尺）不等。
- 所有桥墩采用滑模技术施工。[1]

## 维修
大桥分别于1998年、2002年两次更换斜拉索，其中，1998年更换了一根，2002年更换了三根。斜拉索均由博丹新堡（Baudin-Châteauneuf）公司提供。

## 交通状况
大桥限速70公里/小时。特殊情况下会禁止某些车辆，甚至全部车辆的通行，如：时速80公里的强风期间自行车禁行。
省委员会已对大桥实施了一套车道管理系统（潮汐车道），即全天或依据定时活动，允许三车道中的其中一条专用于最为繁忙的方向。该系统采用可折叠路障来实现，在沥青路面标识框内嵌入红色的发光信号板，以发光的道路标志（绿色箭头或橙色、红色交叉）来指示这三条车道各自的通行方向。
这套在法国独一无二的系统，于2010年8月25日正式投入使用，并被认为是“实验性”的。事实上，这是一项国家服务的要求，因为法国交通法强制规定路面标志必须采用白色标线。大西洋卢瓦尔省委员会因而获得一项为期一年的许可，此后每年更新。
但是，有两点是需要改进的：
- 发光标志因使用LED而变得太易碎。
- 尽管采用了新系统，夏季车流量增加仍会造成严重的交通拥堵。

为了向行人和自行车提供另一种在夏季（5月到9月）的过河方式，省委员会曾于2010年6月考虑在圣纳泽尔与敏登（Mindin）之间提供水上计程车服务。但面对其高昂的成本，该项目最终于2011年12月被放弃。
使用该桥的长途客车固定线路只有大西洋卢瓦尔省内线路（简称：利拉网络）的15、16、17线，提供圣纳泽尔与雷地区之间的长途城际交通。17线的每台车辆最多可载8部自行车。

## 图集

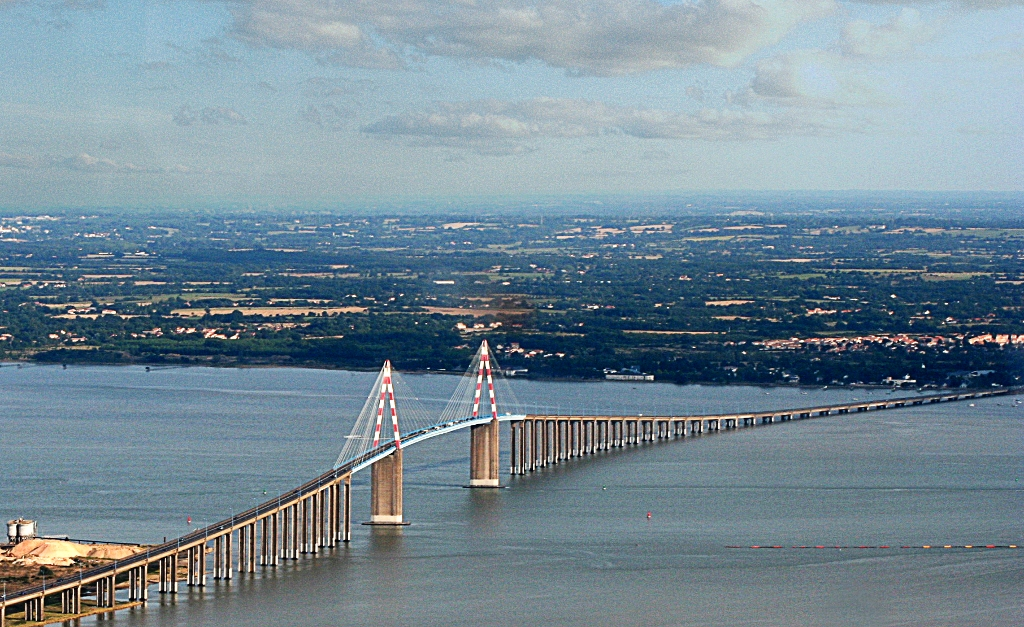
从北岸看大桥全貌
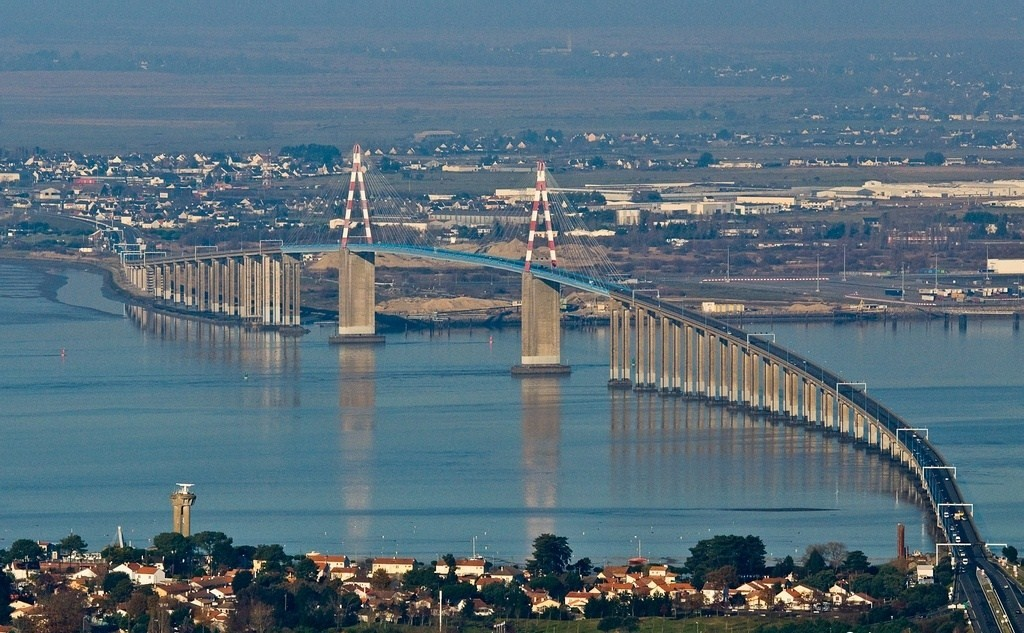
从南岸看大桥全貌
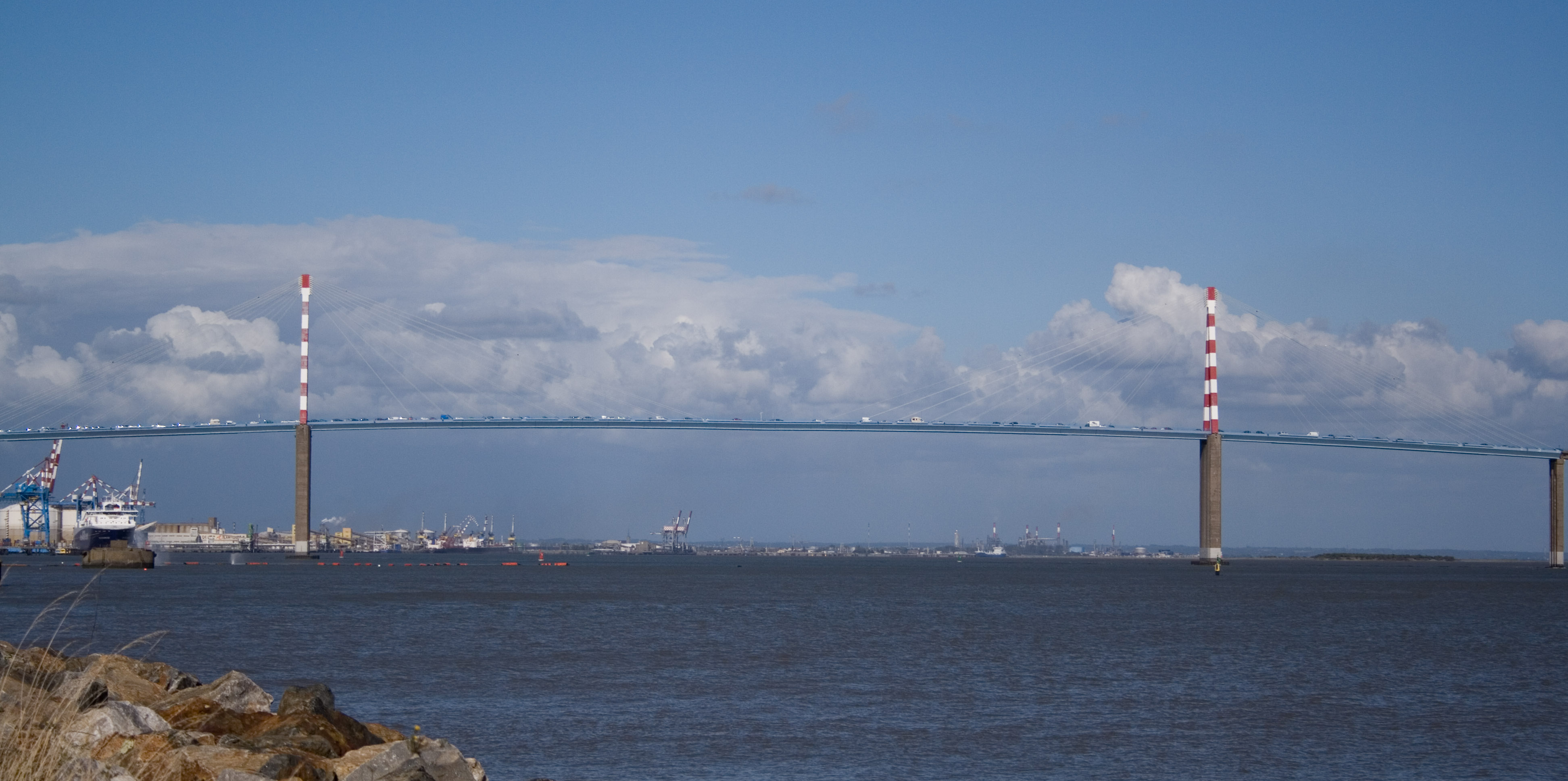
主桥